# ددم‌لی (خادم)
ددم‌لی (به ترکی استانبولی: Dedemli) یک منطقهٔ مسکونی در ترکیه است که در خادم واقع شده‌است. ددم‌لی ۲٬۰۸۸ نفر جمعیت دارد و ۱٬۳۵۰ متر بالاتر از سطح دریا واقع شده‌است.